# Sila
La Sila è un vasto altopiano dell'Appennino calabro, che si estende per 150.000 ettari attraverso le province di Cosenza, Crotone e Catanzaro, suddivisa da nord a sud in Sila Greca, Sila Grande e Sila Piccola e caratterizzata dalla presenza di varie cime montuose, altipiani, folte zone boscose e laghi artificiali d'altura.
Sede del più vecchio parco nazionale della Calabria, con decreto del presidente della Repubblica del 14 novembre 2002 sono stati istituiti il Parco Nazionale della Sila ed il relativo Ente, che ricomprende i territori già ricadenti nello "storico" parco nazionale della Calabria (1968), tutelando aree di rilevante interesse ambientale per complessivi 73.695 ettari.
Entrata nell'immaginario collettivo per i suoi boschi e foreste miste di aghifoglie e latifoglie, i suoi altopiani, le sue cime arrotondate, i suoi laghi, le grandi nevicate, la presenza stabile dei lupi, quella stagionale dei funghi porcini, in un ambiente che a tratti ricorda quello nordico-scandinavo, dalle cime più alte, a seconda della loro posizione nell'altopiano, è possibile scorgere in giornate limpide l'Aspromonte a sud e il Massiccio del Pollino a nord, il Mar Tirreno a ovest, il Mar Ionio a est, la piana di Sibari a nord, la Piana di Sant'Eufemia e la Piana di Gioia Tauro, la Sicilia, l’Etna e le isole Eolie a sud.

## Etimologia
Il toponimo "Sila" deriva dalla denominazione di epoca romana Silva Brutia, ossia selva, foresta dei Bruzi, in quanto da essi abitata. Il termine latino potrebbe a sua volta derivare dal greco "ὕλη", [yle], col medesimo significato di "foresta".

## Storia
La storia della Calabria è molto vasta, ricordiamo che nell'Età del Bronzo vi era la civiltà appenninica, che giungeva qui dall'Emilia. La civiltà appenninica si caratterizza per un allevamento e un'agricoltura incentrati sulle risorse e sulla caccia-pesca. I Bruzi (in latino: Brettii o Bruttii), antico popolo di pastori e artigiani, vennero a contatto con i Greci che avevano colonizzato le zone costiere con la fondazione di Sibari, di Crotone, di Petelia, di Krimisa e con loro probabilmente stabilirono inizialmente rapporti di "buon vicinato".
Il più importante insediamento di età greca (VI-III secolo a.C.), in Sila, è costituito dal santuario scoperto - a breve distanza da Camigliatello Silano - nel lago artificiale Cecita ad opera della soprintendenza per i beni archeologici della Calabria.
Dopo la distruzione di Sibari avvenuta nel 510 a.C. ad opera dei Crotoniati, essi continuarono ad abitare prevalentemente nelle zone interne. Solo molto più tardi, dopo le guerre puniche, Roma iniziò ad interessarsi a tutta la Calabria ed anche a questo territorio montano traendone soprattutto legname pregiato utilizzato nella costruzione di navi e per l'estrazione della pece (pix bruttia). Scavi ad opera della Soprintendenza per i Beni Archeologici della Calabria hanno messo in luce un importante insediamento di età romana dedicato all'estrazione e lavorazione della pece, attivo tra il III secolo a.C. ed il III secolo d.C..

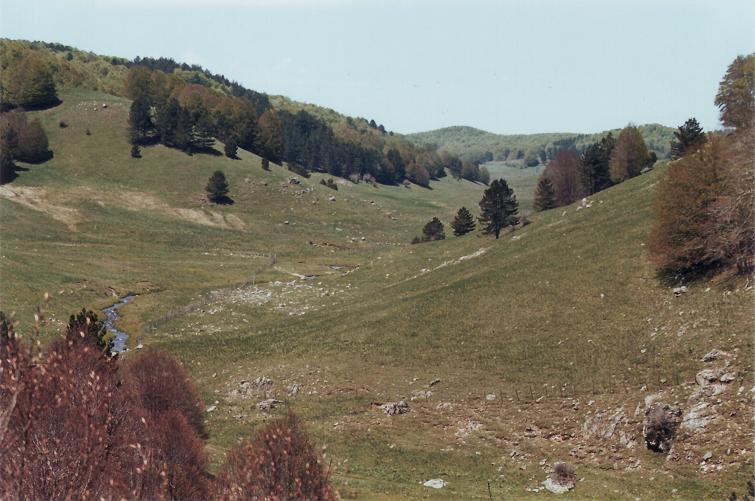
Una valle della Sila Piccola

Con la caduta dell'Impero romano d'Occidente ebbero luogo le invasioni barbariche. Nel VI secolo i Bizantini ristabilirono l'ordine, la pratica dell'allevamento e dell'agricoltura. Nell'VIII secolo i Longobardi sottrassero molti terreni a Costantinopoli. Le successive invasioni arabe lungo le coste calabre costituirono la decadenza definitiva dei Bizantini. Dal 1045 al 1060 si sostituirono i Normanni che contribuirono a diverse fondazioni monastiche che diedero vita (nel XII secolo) alla costruzione delle abbazie cistercensi. Alcuni esempi sono l'Abbazia di Santa Maria della Matina a San Marco Argentano,l'Abbazia di Sant'Angelo de Frigillo a Mesoraca, l'Abbazia di Santa Maria di Acquaformosa, l'Abbazia di Santa Maria della Sambucina a Luzzi, l'Abbazia di Santa Maria di Corazzo a Castagna, frazione di Carlopoli e l'Abbazia Florense a San Giovanni in Fiore.Nel 1224 una concessione imperiale di Federico II di Svevia dotava l'Abbazia di Sant'Angelo de Frigillo di Mesoraca di una grande area silana da utilizzare per il libero pascolo e l'estrazione della pece,comprendeva : Ciricilla, Caput Tacina, Pisarello e Gariglione. I monasteri furono luoghi di studio, centri di cultura e di stimolo per la rinascita agricola.

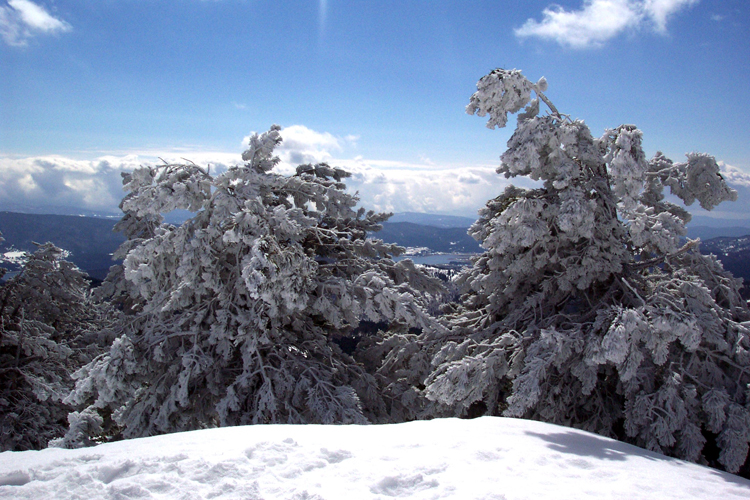
La Sila innevata

Le genti delle coste migrarono verso le pendici dell'altopiano silano, dove fondarono i cosiddetti Casali. In quell'epoca venne realizzato un monastero ad opera di Gioacchino da Fiore intorno al quale si sviluppò il primo centro abitativo dell'altopiano: San Giovanni in Fiore. Tra il 1448 e il 1535 molti esuli dall'Albania si insediarono nelle terre del versante ionico della Sila creando alcune comunità dette Sila Greca. I comuni di lingua albanese sono circa trenta. I loro usi, costumi e tradizioni sono rimasti inalterati nel tempo. Il territorio successivamente appartenne alle diverse dinastie regnanti; da ultimi i Borbone prima che tutto il Sud e le Isole vennero annesse al Regno d'Italia dopo la spedizione dei Mille ad opera di Garibaldi. Solo nei decenni scorsi venne realizzata la Paola Cosenza Crotone, per iniziativa di Giacomo Mancini nel 1974, oggi SS 107 che attraversa tutto l'altipiano dal Tirreno allo Jonio.
Per rompere l'isolamento dei paesi montani, in inverno piuttosto forte a causa della neve, vennero realizzate, con opere di ingegneria a volte spettacolari come viadotti e tracciati di montagna, alcune ferrovie: la Cosenza-Camigliatello-San Giovanni in Fiore delle Ferrovie Calabro Lucane (a scartamento ridotto) e la Paola-Cosenza a cremagliera, delle Ferrovie dello Stato. Molti villaggi agricoli finirono per diventare insediamenti a carattere turistico. Nel dopoguerra si cerca di dare un impulso allo sviluppo dell'altopiano silano istituendo l'Opera per la valorizzazione della Sila.

## Geografia fisica

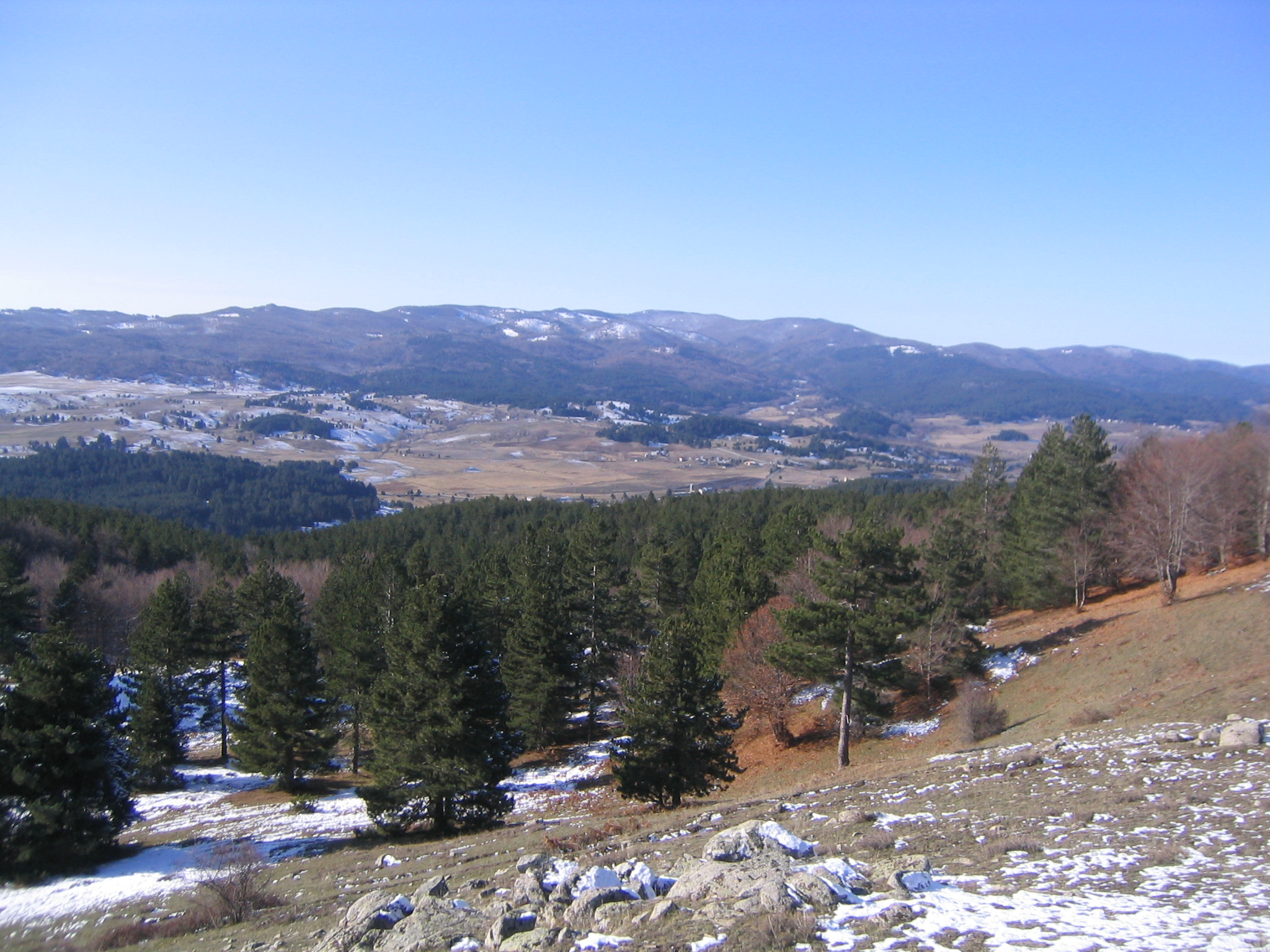
La valle di San Nicola vista dalla cima del monte Volpintesta

### Orografia
I rilievi più alti sono: Monte Botte Donato (1.928 m), Monte Nero (1.881 m), Montagne della Porcina (1.826 m), Serra Stella (1.813 m), Monte Curcio (1.768 m), Colli Perilli (1.766 m), Monte Gariglione (1.765 m), Monte Scorciavuoi (1.745 m), Monte Timpone Bruno (1.742 m), Monte Femminamorta (1.730 m), Monte Volpintesta (1.729 m), Monte Pettinascura (1.689 m), Serra Ripollata (1.682 m), Cozzo del telegrafo (1.679 m), Monte Funnente (1.674 m), Monte Carlomagno (1.669 m), Timpone della Guardiola (1.667 m), Timpone Morello (1.665 m), Monte Altare (1.653 m), Timpone Vecchio (1.648 m), Monte Scuro (1.633 m), Cozzo del Principe (1.600 m), Timpone della Monaca (1.598 m), Monte Paganella (1.526 m) e Monte Zigomarro (1.506 m), Monte Giove (1.239 m).

### Clima
La Sila è posta in una zona di convergenza della circolazione atmosferica mediterranea tra Mar Tirreno meridionale a ovest e Mar Ionio ad est. Il clima della Sila varia generalmente al variare della quota. Ad altitudini minori il clima presenta tratti tipici mediterranei, osservabili sia dal punto di vista termico, sia dal punto di vista floristico. Analizzando le varie stagioni, si osserva che: 
- in estate le temperature spesso sono prossime ai 26-27 °C, con ampie escursioni termiche tra giorno e notte e precipitazioni scarse, dovute soprattutto a temporali pomeridiani;
- in inverno le temperature massime oscillano in genere tra i 2 e i 6 °C, con precipitazioni anche abbondanti e frequentemente nevose;

Oltre i 1.100-1.200 metri si osserva soprattutto il clima di montagna, caratterizzato da temperature medie inferiori e stagione estiva più breve. Durante la stagione estiva, i temporali di calore pomeridiani producono precipitazioni maggiori rispetto alle aree poste a quote più basse, con frequenti grandinate e con temperature che raramente superano i 27 °C anche nell'altopiano, mentre durante la stagione invernale si hanno maggiori precipitazioni, per lo più nevose, che possono provocare accumuli anche consistenti e duraturi. Questi, oltre i 1.700 metri, possono protrarsi anche fino a maggio.

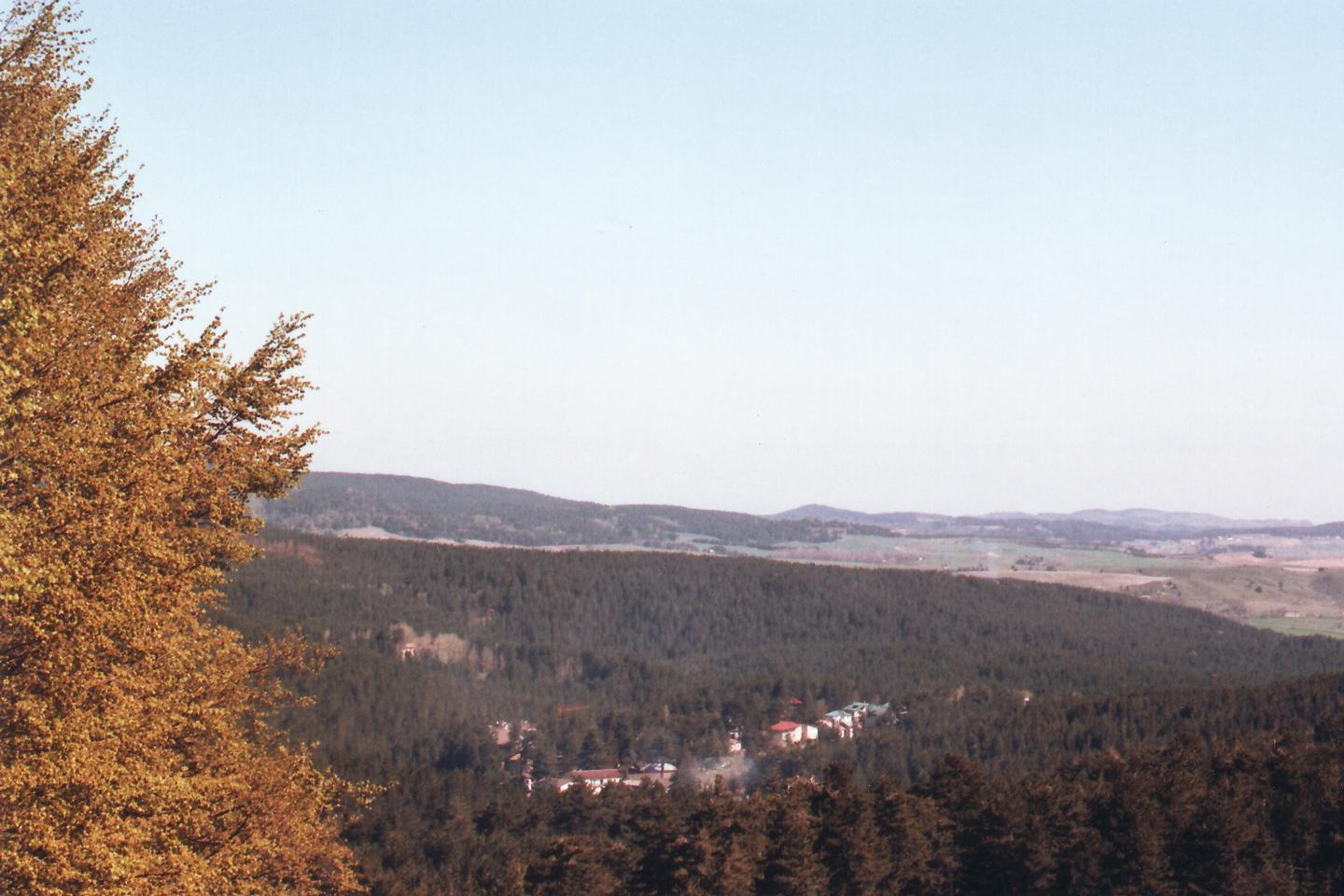
Paesaggio della Sila Grande

Le precipitazioni medie si attestano attorno ai 1.200 mm annui, con differenze tra i diversi settori. Le aree occidentali beneficiano maggiormente dei flussi perturbati atlantici, con precipitazioni invernali spesso abbondanti, mentre le aree orientali beneficiano soprattutto dei flussi sciroccali e orientali, che possono portare precipitazioni notevoli, ma distribuite durante i tempi meno equamente, quindi non sempre regolari. 
In inverno, durante le ondate di gelo, l'altopiano silano può raggiungere picchi negativi ragguardevoli, dovuti soprattutto all'effetto albedo. In tempi recenti, spiccano i −24,6 °C segnati dalla stazione di Nocelle, sebbene possano raggiungersi punte di -28°  nelle aree più soggette ad inversione. Sulle cime le temperature medie invernali si attestano attorno ai −1 °C, −2 °C, con accumuli nevosi che possono raggiungere anche i 3,4 metri di spessore. 
Il massiccio Silano caratterizza molto il regime pluviometrico e termico delle aree circostanti. Grazie alla sua presenza, le aree costiere del crotonese e le pianure del Marchesato beneficiano poco o per niente dei flussi perturbati da ovest, che provocano precipitazioni anche abbondanti sul tirreno cosentino; viceversa, durante i flussi perturbati da est, sud-est, nord est, le aree costiere settentrionali e orientali godono di buone precipitazioni, a differenza dei settori tirrenici. In questi casi i venti sciroccali spesso non riescono a penetrare nella Valle del Crati, incastonata tra la Catena Costiera  e le vette silane, e questo può provocare in inverno ottime nevicate da addolcimento su Cosenza e aree limitrofe.

### Idrologia
La Sila è la parte territoriale più piovosa della Calabria e ci sono principali bacini idrici della regione, inoltre vi hanno le loro sorgenti i principali corsi d'acqua regionali. Gli attuali laghi silani sono tutti artificiali realizzati, nella prima metà del XX secolo, per la produzione di energia elettrica. Essi sono stati realizzati in aree particolarmente paludose, vicino ad ampie vallate, particolarmente favorevoli nell'ospitare bacini idrici, considerando la posizione geografica e la geologia del terreno.
I fiumi
I principali corsi d'acqua sono il fiume Crati e il fiume Neto, i due più lunghi ed importanti fiumi della Calabria. Ad essi si associano una serie di affluenti, alcuni molto rilevanti per simbiosi biogenetica.
| Fiume   | Sorgente                                     | Lunghezza | Comune principale attraversato                    | Altri comuni attraversati                                                                              |
| ------- | -------------------------------------------- | --------- | ------------------------------------------------- | --- |
| Crati   | Timpone Bruno                                | 91 km     | Cosenza                                           | Bisignano, Montalto Uffugo, Rende, Tarsia, Terranova di Sibari, Cassano allo Ionio, Corigliano-Rossano |
| Neto    | Timpone Sorbella                             | 80 km     | San Giovanni in Fiore                             | Rocca di Neto                                                                                          |
| Tacina  | Caput Tacinae Gariglione Morello             | 58 km     | Roccabernarda                                     | Mesoraca, Petilia Policastro, Cutro                                                                    |
| Amato   | Unione dei torrenti Sabettella e Occhiorosso | 56 km     | Lamezia Terme                                     | Soveria Mannelli, Tiriolo, Marcellinara, Serrastretta                                                  |
| Mucone  | Serra Stella                                 | 54 km     | Camigliatello Silano fraz. di Spezzano della Sila | Acri                                                                                                   |
| Corace  | Loc. Bianchi                                 | 48 km     | Catanzaro                                         | Gimigliano, Tiriolo                                                                                    |
| Savuto  | Loc. Spineto                                 | 48 km     | Lamezia Terme                                     | Aprigliano, Nocera Terinese                                                                            |
| Simeri  | Monte Pietra Posta                           | 45 km     | Simeri Crichi                                     | Sellia, Soveria Simeri                                                                                 |
| Lese    | Monte Pettinascura                           | 43 km     | San Giovanni in Fiore                             | Savelli                                                                                                |
| Trionto | Monte Paleparto                              | 40 km     | Acri                                              | Longobucco                                                                                             |

Altri fiumi sono l'Ampollino, l'Arvo, il Crocchio.

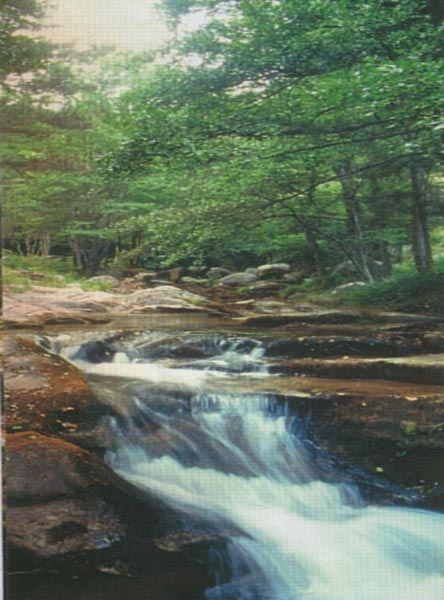
Crati
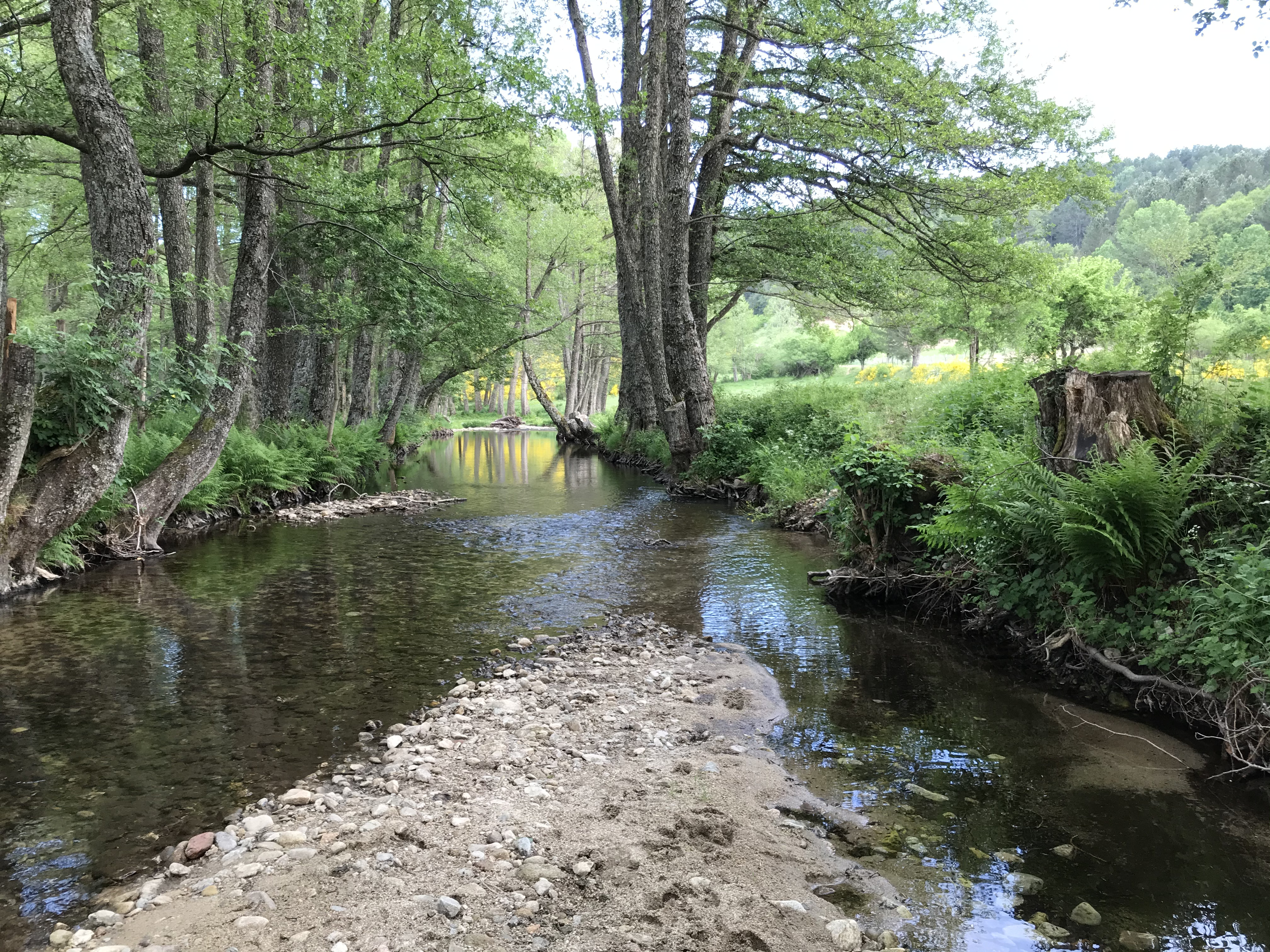
Neto
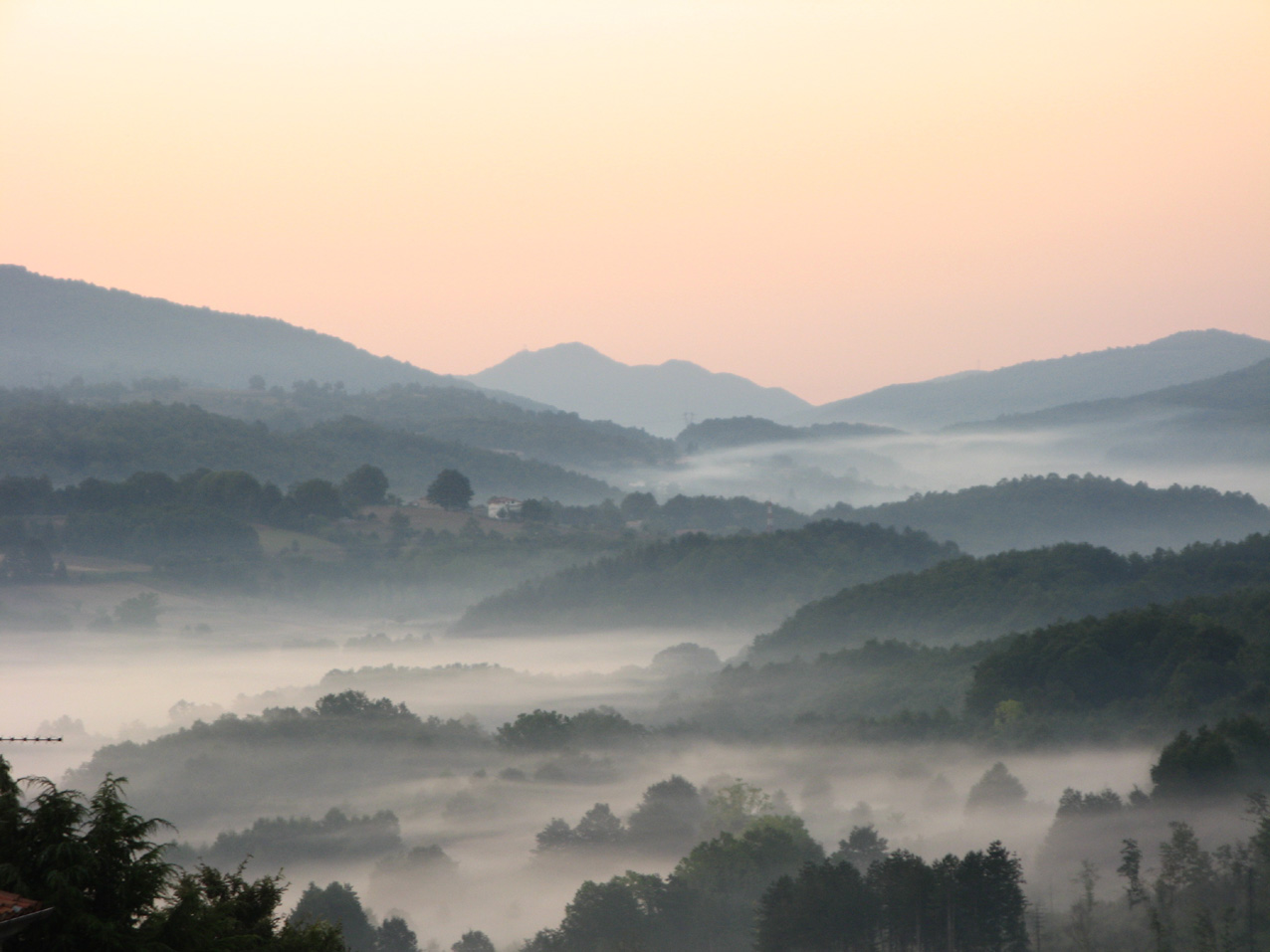
Valle dell'Amato
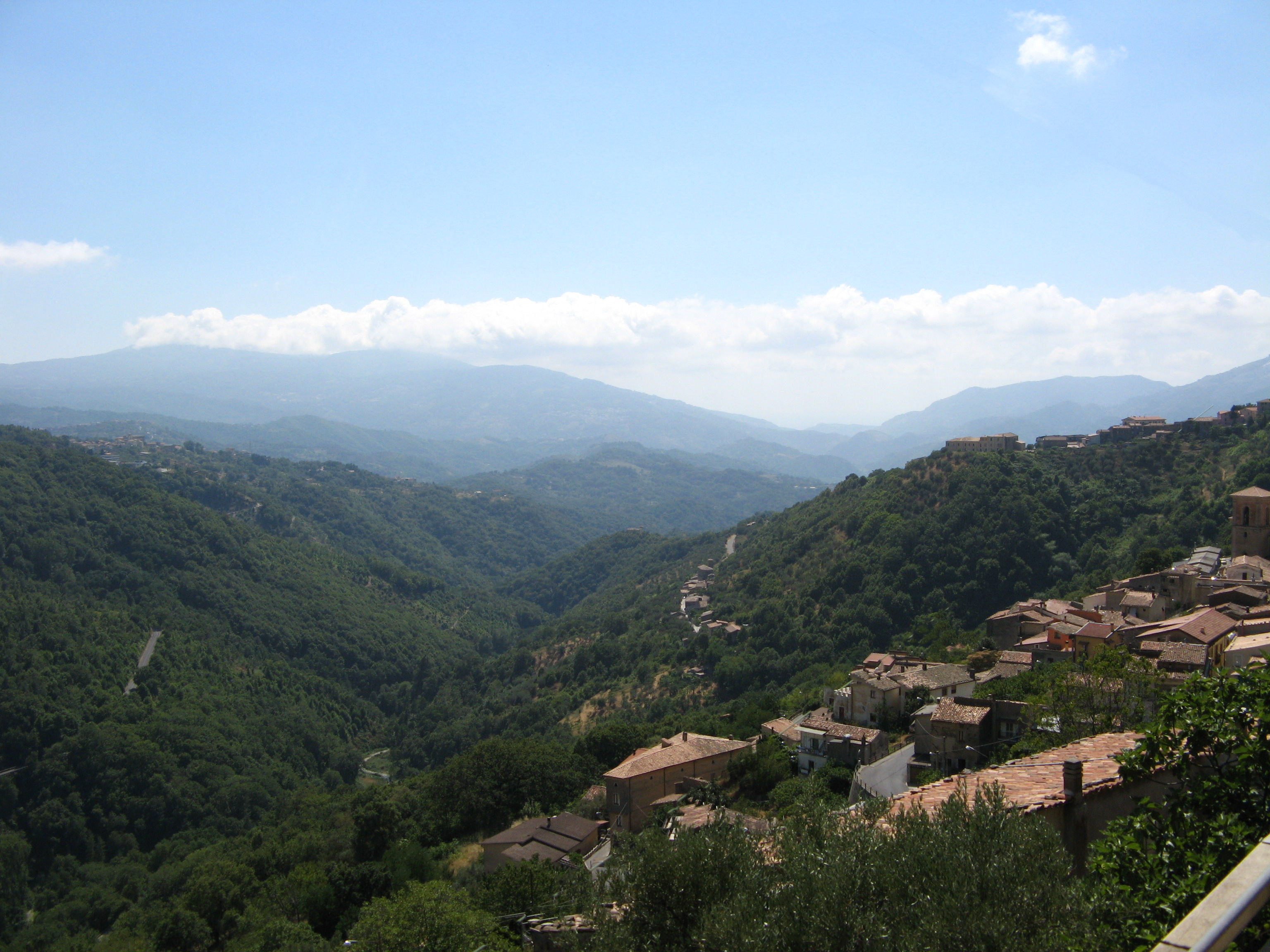
Valle del Savuto

I laghi

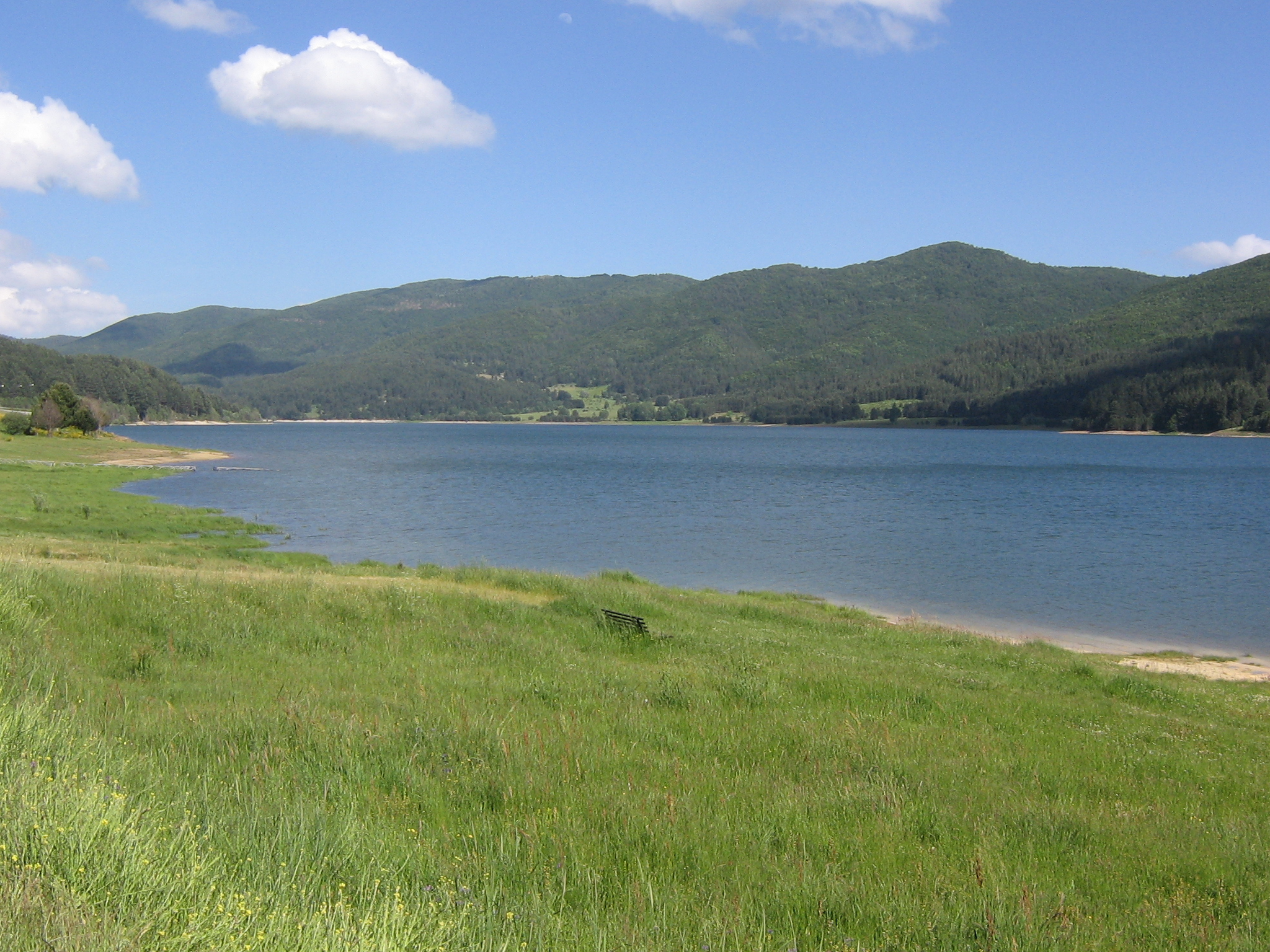
Rive del lago Arvo, creato dallo sbarramento dell’omonimo fiume per mezzo di una diga

I laghi silani, tutti di origine artificiale, sono il lago Cecita, il lago Ampollino, il lago Arvo e il lago Ariamacina.
Da segnalare è la presenza accertata di alcuni laghi del passato, estinti migliaia di anni fa a causa di forme di erosione delle loro soglie. Questi laghi sono il Mucone, che interessava pressoché l'areale dell'attuale lago Cecita, e il lago Trionto, sito in località Difesella di Trionto.
In entrambi i casi sono state trovate tracce di depositi pleistocenici contenenti materiale organico, elementi che farebbero presupporre l'esistenza dei laghi.
| Lago       | Principale affluente | Superficie | Comune ricadente      | Altro comune ricadente      |
| ---------- | -------------------- | ---------- | --------------------- | --------------------------- |
| Cecita     | fiume Mucone         | 12,6 km²   | Spezzano della Sila   | Longobucco e Celico         |
| Arvo       | fiume Arvo           | 8 km²      | San Giovanni in Fiore | Aprigliano                  |
| Ampollino  | fiume Ampollino      | 5,59 km²   | San Giovanni in Fiore | Cotronei                    |
| Passante   | Passante             | 1,9 km²    | Taverna               | Colosimi e Sorbo San Basile |
| Ariamacina | fiume Neto           | 1 km²      | Serra Pedace          | Spezzano Piccolo            |
| Redisole   | Redisole             |            | San Giovanni in Fiore | -                           |
| Savuto     | fiume Savuto         |            | Parenti               | -                           |

Un tempo vi era anche il lago Votturino, svuotato precauzionalmente per via di crepe riscontrate nella diga.

### Flora
La Sila, le cui caratteristiche paesaggistiche richiamano alla memoria scenari montani nordici, presenta un patrimonio floristico di grande valore scientifico. La flora silana è composta da più di 900 specie. Alcune di queste sono esclusive dei rilievi calabresi come la Soldanella calabrese e la Luzula calabra, altre sono esclusive dell'Appennino meridionale come l'acero della varietà Acer lobelii e altre ancora sono esclusive dell'Appennino calabro-peloritano come la Rosa viscosa.

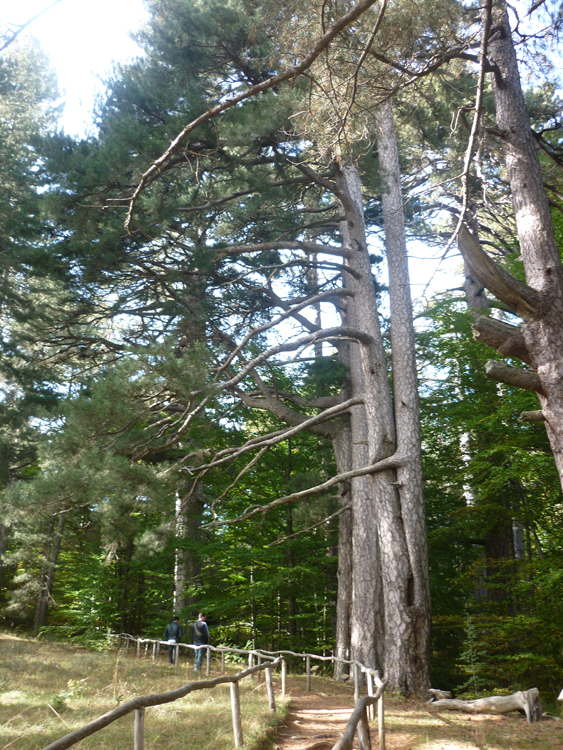
Pinus nigra ssp. laricio nella Riserva biogenetica naturale di Fallistro

Numerose sono le erbe officinali. Ad esempio citiamo la valeriana, il sambuco, la malva, l'ortica e lo stesso pino di cui si raccolgono, per scopi medicinali, le gemme.
Ad eccezione di poche radure, utilizzate in genere come pascoli, in Sila domina il bosco sia di pineta pura, sia come pino consociato a faggio o faggio con abete bianco. Gran parte dei prati silani sono di origine secondaria, cioè derivano dalla distruzione del bosco primogenio.
Nei prati utilizzati come pascolo le specie floristiche foraggiere si indeboliscono e tendono a diffondersi specie non commestibili come piante che contengono sostanze tossiche ad esempio l'asfodelo ed il narciso oppure piante dotate di robuste spine come la Genista silana, pianta particolarmente endemica. Quest'ultima pianta è una leguminosa a fiori gialli, originaria delle coste europee dell'oceano Atlantico, che in Italia vegeta solo in Sila ed in Aspromonte.

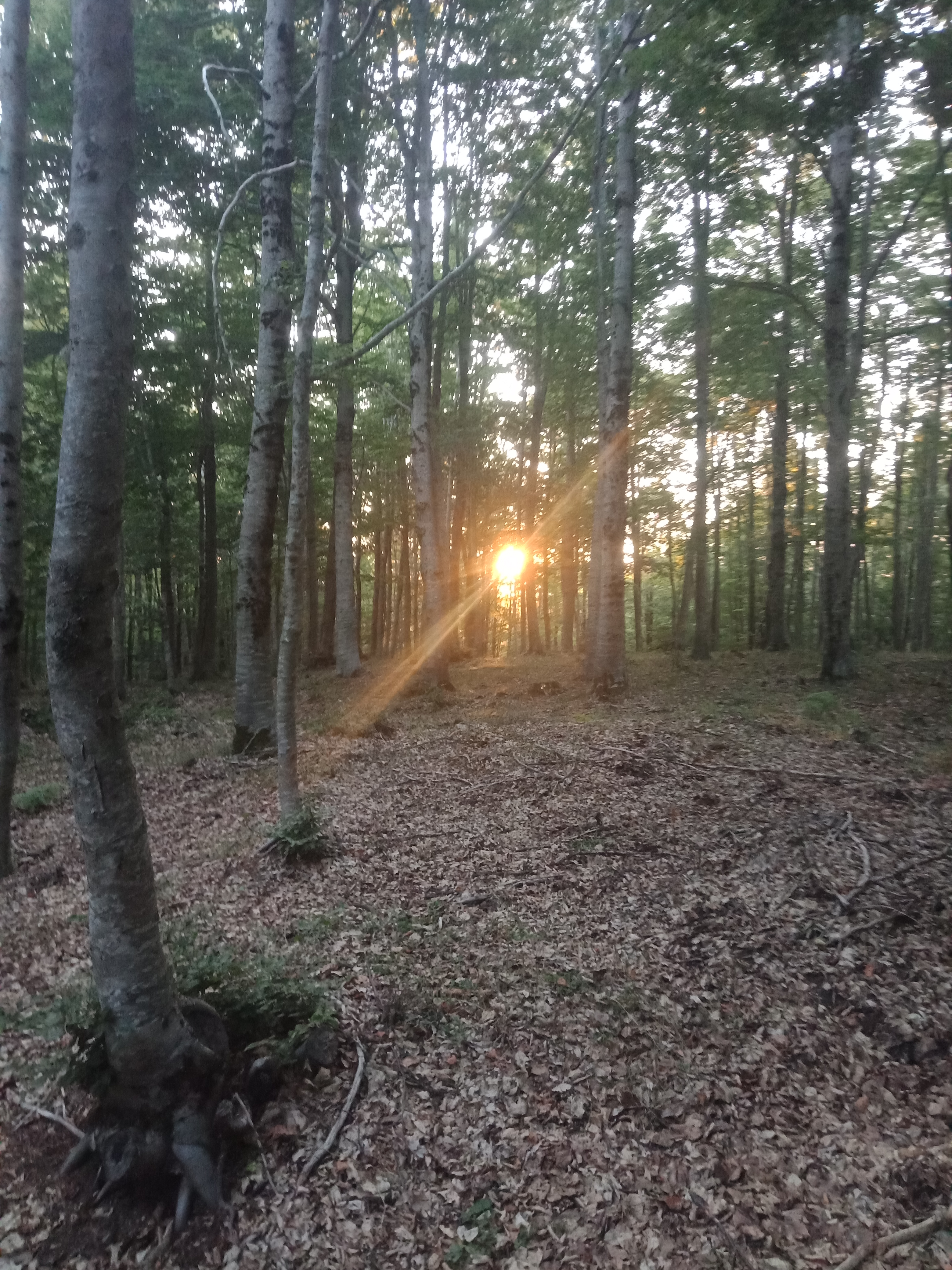
Un tramonto nella foresta del Monte Gariglione

L'area boschiva silana si può far ricadere in due fasce altimetrico-climatiche caratterizzate da una diversa specie di pianta predominante.
La prima fascia è quella del Pino laricio. Comprende zone come la Fossiata, Gallopane, Colle del Lupo, Cozzo del Principe, Macchia della Giumenta e il Fallistro dove si trovano 50 superbi esemplari ultrasecolari di Pino laricio. In questa prima fascia, il Pino laricio, trova il suo ambiente ottimale e vi domina incontrastato. Al limite inferiore della fascia del Pino laricio, questa pianta, si mescola con il cerro o con il castagno. Al limite superiore, invece, si mescola con il faggio. Il pino tende ad occupare le pendici esposte a sud, il faggio quelle rivolte al nord.
La seconda fascia è denominata fascia del faggio perché questa pianta vi ha trovato l'ambiente ottimale per il suo sviluppo. Comunque, in vaste zone come sul Monte Gariglione, Macchia dell'Orso e Vallone Cecita, il faggio si trova mescolato con l'abete bianco.
Nel sottobosco sono diffuse la felce aquilina ed arbusti delle rosacee come la rosa canina. Negli ambienti più umidi si trova una felce particolare, Blechnum spicant, ed il lampone.

### Fauna
Il territorio silano ospita la fauna tipica delle zone appenniniche. Vi si trova ancora, con un nucleo storico, il lupo malgrado le persecuzioni, la scomparsa del suo habitat ideale e la rarefazione dei mammiferi selvatici che costituiscono la sua base alimentare.
Il lupo, protetto dalla legge dal 1976, nei decenni passati era in via di estinzione, ma grazie all'istituzione del Parco Nazionale della Calabria è stata possibile una ricolonizzazione di questo carnivoro sia all'interno che all'esterno dell'area protetta. Attualmente registriamo in Sila uno dei nuclei storici e più consistenti di lupo dell'Appennino.
Numerosa è la rappresentanza, sull'Altopiano, dei piccoli predatori. Il gatto selvatico è piuttosto elusivo, ma vive in diverse aree della Sila. La volpe è diffusa e attacca ancora i pollai dei casolari silani.
Ci sono diverse specie di mustelidi anche se, per la loro rarità e per le loro abitudini notturne, è difficile avvistarli. Ci riferiamo al tasso, il più grande della famiglia (raggiunge i 90 cm.) con le caratteristiche bande nere su fondo chiaro che partendo dal naso passano per gli occhi e le orecchie; alla martora, abile predatrice di scoiattoli; alla faina che si distingue dalla martora per la macchia bianca anziché gialla sul petto; alla donnola ed alla puzzola. Un progetto di ricerca, attuato recentemente da parte del Parco Nazionale della Sila, riguarda la rarissima lontra, che in passato era diffusa in diverse zone della Sila e oggi è confinata in alcune aree, un eccezionale avvistamento si è registrato nel mese di maggio del 2013, all'interno di un'area mantenuta segreta, ricadente nel Parco Nazionale della Sila, ad opera degli agenti della Polizia Provinciale di Cosenza, in servizio presso il distaccamento operativo di San Giovanni in Fiore (CS). Tra i roditori si annoverano il ghiro, lo scoiattolo nero caratteristico dell'Italia meridionale e delle montagne della Sila, il quercino e il moscardino. Rara e particolare la presenza del driomio, roditore che compare solo nell'arco alpino orientale e sui rilievi calabri tra cui la Sila.
Altri mammiferi attualmente presenti in Sila sono il capriolo ed il cervo. Il cervo si era estinto all'inizio del secolo scorso e da poco più di un decennio è ricomparso in particolar modo nella Sila grande grazie alla reintroduzione attuata da parte del Corpo Forestale dello Stato. Il capriolo invece è stato oggetto negli anni passati, di un'azione di ripopolamento ed oggi è si trova su tutti i settori dell'altipiano. Sono presenti inoltre anche cinghiale e lepre, sia la specie italica sia quella comune.
Fra la popolazione ornitologica nidificante si osservano dei rapaci come: l'astore, lo sparviero, la comunissima poiana, il sempre più raro nibbio reale, che nidifica nelle pendici orientali della Sila, il biancone che ancora sopravvive con pochissime coppie e il rarissimo gufo reale osservato sull'orlo esterno dell'altopiano. Altri rapaci notturni nidificano dalle aree marginali a quelle interne, come il gufo comune Asio otus, il barbagianni, l'allocco e la civetta. Tra i corvidi, vive il corvo imperiale, che in alcune aree è insediato in colonie di centinaia di individui. Diffusissima ed infestante è la cornacchia grigia avvistabile in grandi stormi. Fra i picidi, in Sila, vivono il picchio verde, il picchio rosso maggiore, minore e mezzano, quest'ultimo una rarità assieme al picchio nero.Nidifica anche il torcicollo. Non è raro osservare, nei laghi silani, gabbiani reali, germani reali, svassi maggiori, aironi bianchi maggiori e aironi cenerini, sia tutto l'anno che nei periodi di migrazione. Sulla Sila nidifica anche il lucherino, il regolo, lo stiaccino, la passera scopaiola, lo spioncello, il prispolone e il crociere. Sono presenti anche nidificazioni della passera lagia, del regolo, della cincia bigia, della tottavilla, della tordela, dello zigolo muciatto, del merlo acquaiolo, del passero solitario e di tante altre specie. 

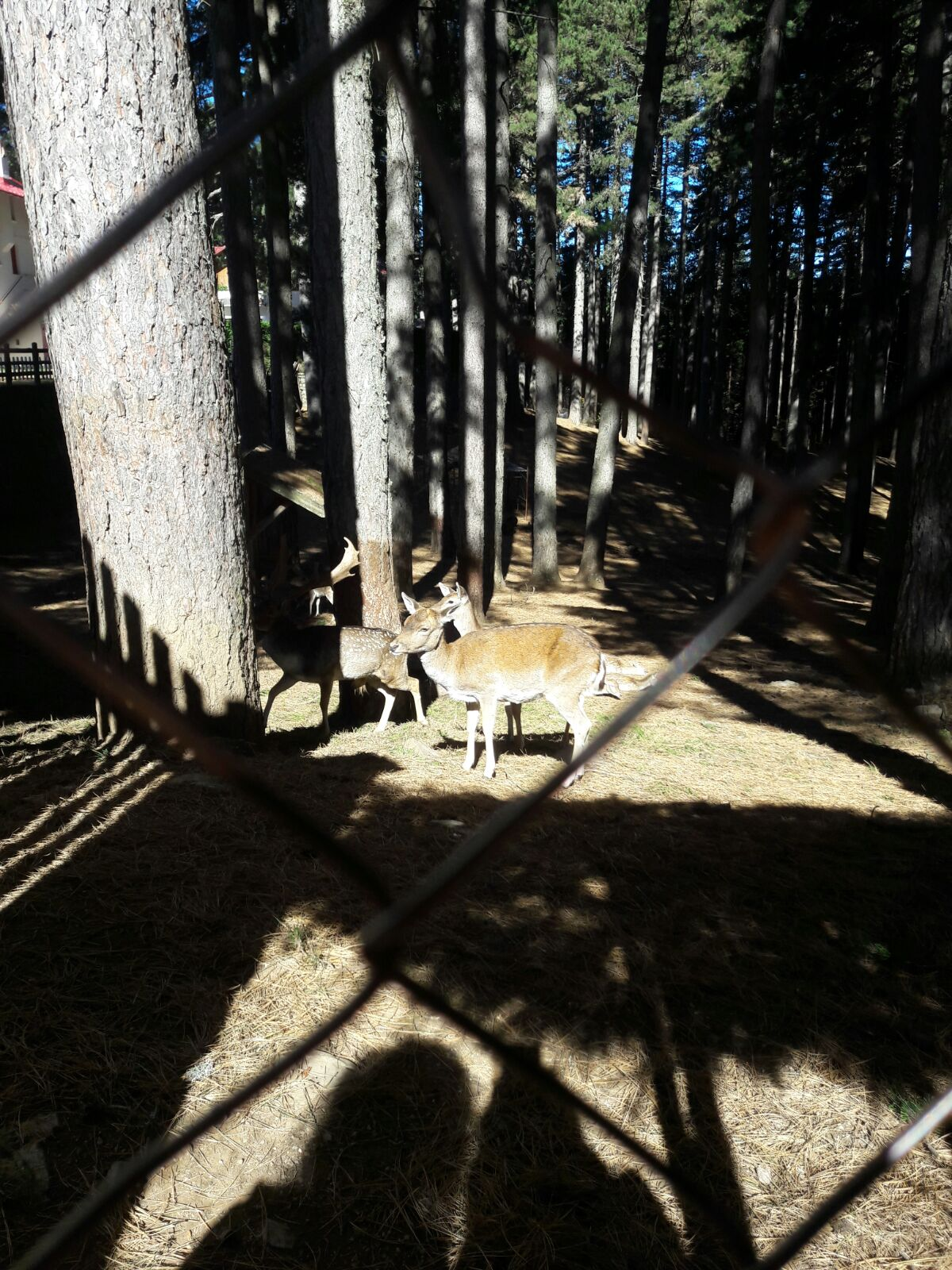
Daini nel Parco nazionale della Sila

Nel periodo primaverile-estivo è possibile avvistare lo stiaccino, il culbianco, la balia dal collare, il luì verde, il calandro e l'averla piccola, tutte specie nidificanti nel comprensorio . Negli anni, le osservazioni ornitologiche hanno consentito di documentare il passaggio di diverse specie: falco pescatore, albanella pallida, albanella reale, albanella minore, falco di palude, cavaliere d'Italia, gru, piviere tortolino. In inverno è stata segnalata la presenza della peppola e avvistato il ciuffolotto. Osservati durante il periodo migratorio, la monachella, il codirossone, l'averla cenerina, l'averla capirossa e la ghiandaia marina.
In una zona interna dell'Altopiano della Sila si trovano pure alcune piccole colonie nidificanti di un variopinto uccello migratore transahariano, il gruccione. Quest'uccello, in Italia, nidifica in pianura e nella bassa collina; quella della Sila, sarebbe la nidificazione alla quota più elevata del Paese.
Nel Parco Nazionale della Sila, a partire dall'inverno 2016 è stato per la prima volta documentato l'eccezionale svernamento della rarissima Cicogna nera (Ciconia nigra). Tuttavia, la specie è stata poi accertata anche come nidificante in Sila, un fatto eccezionale, in quanto non vi erano notizie in passato per l'area di interesse oltre che si tratta del sito riproduttivo alla quota più elevata d'Italia e l'unico nido su albero conosciuto nell'area centro-meridionale del Paese. 
L'avifauna della Sila è descritta in una check-list pubblicata in una prima edizione nel 2019 e aggiornata nel 2021.
Tra gli anfibi che vivono in Sila si segnalano, oltre alle comuni rana verde, raganella e rospo, anche la salamandra pezzata e la salamandrina dagli occhiali esclusiva dell'Appennino meridionale.
Tra i rettili compare il ramarro verde, che raggiunge i 40 centimetri, e serpenti come la vipera, il biacco, il cervone. La vipera è diffusa e si trova nelle forme a dorso grigio, a dorso scuro e ventre chiaro, a dorso completamente nero. Il biacco è un comunissimo serpente interamente nero, non velenoso, di abitudini diurne. Il cervone è il più grande rettile dell'Altopiano. Questo serpente, che può superare i due metri di lunghezza, è denominato, in dialetto, "mpasturavacche" per la credenza che si nutra del latte dei bovini che attingerebbe direttamente dalle mammelle una volta bloccate le mucche attorcigliandosi alle loro zampe. Emblematica la scoperta fatta alcuni anni fa, in Sila fu rinvenuto e documentato un rarissimo caso di albinismo completo nel serpente cervone, probabilmente l'unico caso chiaramente documentato.
La trota fario è il pesce più diffuso nei corsi d'acqua e nei laghi silani. Nonostante i numerosi sbarramenti, dovuti agli impianti idroelettrici, ancora oggi si riescono a pescare esemplari di anguilla. Nei bacini silani si trova la trota lacustre.

### Aree naturali protette e di interesse
- Parco nazionale della Sila

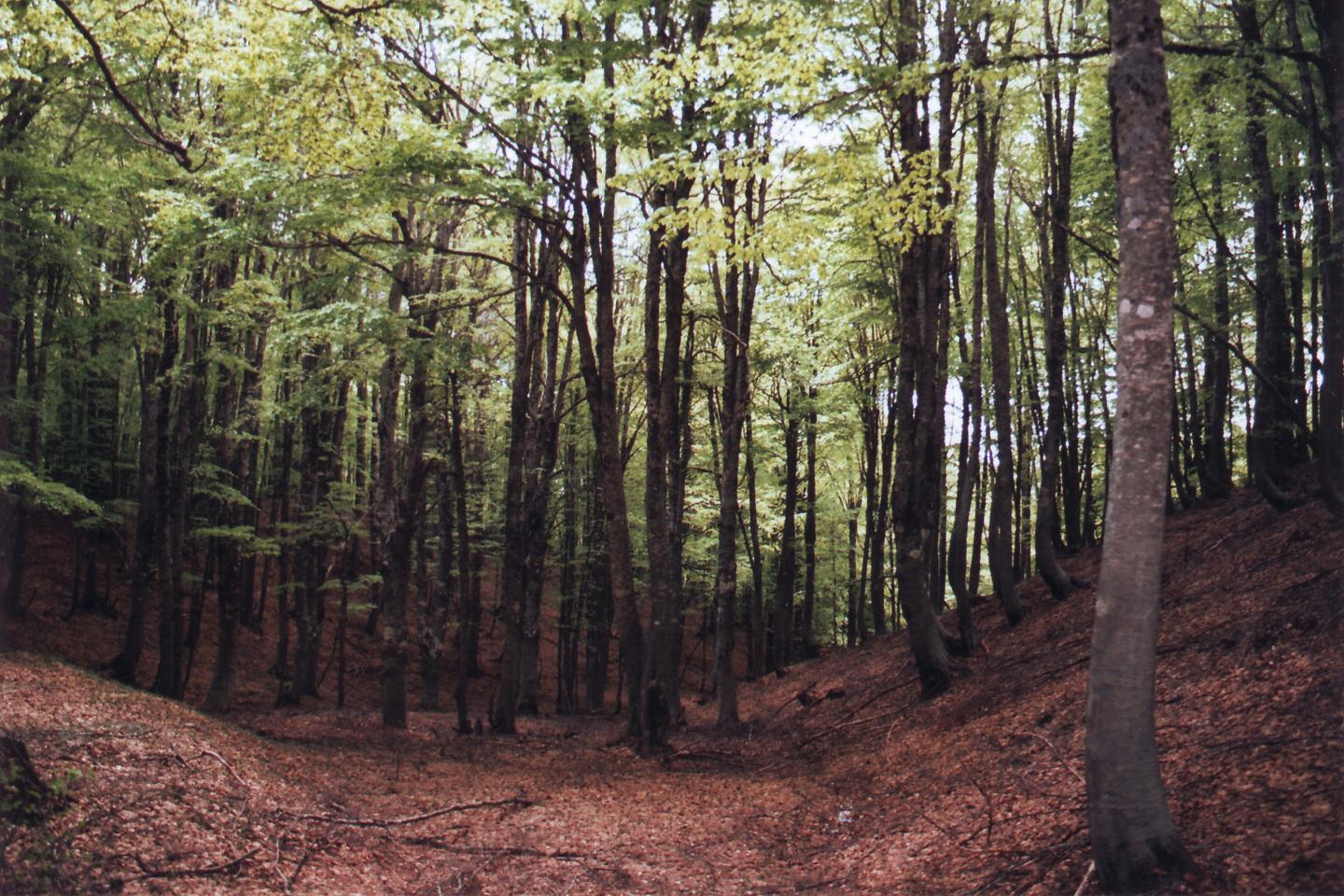
Faggeta Sila Grande

- Riserva naturale I Giganti della Sila
- Riserva naturale Tasso Camigliatello Silano
- Riserva naturale Coturelle Piccione
- Riserva naturale Macchia della Giumenta - San Salvatore
- Riserva naturale Trenta Coste
- Riserva naturale Poverella Villaggio Mancuso
- Riserva naturale Golia Corvo
- Riserva naturale Gallopane
- Riserva naturale Gariglione - Pisarello
- Valle del Crocchio

### Rifugi
- Rifugio Leone Grandinetti

## Comuni interessati

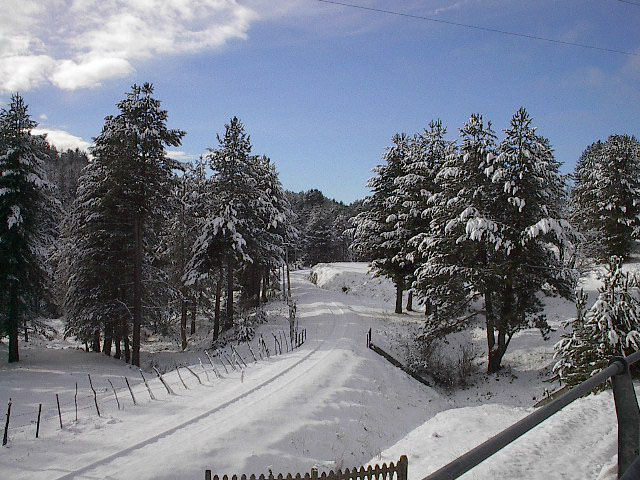
La Sila in inverno

Il territorio è diviso tra 37 comuni: (nell'elenco ne figurano 38 - Longobucco, Vaccarizzo Albanese e Celico vengono ripetuti)
- Savelli
- Casali del Manco
- Parenti
- Spezzano della Sila
- Castiglione Cosentino
- Cotronei
- Celico
- Lappano
- Pietrafitta
- Rovito
- Aprigliano
- Taverna
- Terravecchia
- Acri
- Bocchigliero
- Campana
- Longobucco
- Luzzi
- Mesoraca
- Petilia Policastro
- Paludi
- Pietrapaola
- Rose
- San Cosmo Albanese
- San Demetrio Corone
- San Giorgio Albanese
- San Giovanni in Fiore
- San Pietro in Guarano
- Santa Sofia d'Epiro
- Vaccarizzo Albanese
- Zagarise
- Bianchi
- Colosimi
- Panettieri (Italia)
- Carlopoli
- Albi
- Longobucco
- Celico
- Cicala
- Vaccarizzo Albanese
- Tiriolo

Tali comuni ricadevano nella Comunità montana Silana e nella Comunità montana Sila Greca. Il comune più vasto della Sila e della Calabria è San Giovanni in Fiore (Cosenza) con i suoi 27.945 ettari di cui più della metà ricadenti nel Parco.

## Economia
L'economia della Sila è basata essenzialmente sull'allevamento di ovini e caprini tipicamente al pascolo, sulla pastorizia con la lavorazione dei derivati del latte, sulla coltivazione di foraggio e prodotti tipici locali e sul turismo montano, estivo e invernale nelle maggiori località montane. Antichi mestieri erano anche quelli di carbonai, fungaioli, scalpellini e tessitori.

## Infrastrutture
È attraversata dalle seguenti strade: 
- Strada europea E846
- Strada statale 108 Silana di Cariati
- Strada statale 177 Silana di Rossano
- Strada statale 279 Silana di Rose
- Strada statale 109 della Piccola Sila
- Strada statale 179 del Lago Ampollino
- Strada statale 178 del Lago Arvo
- Strada statale 660 di Acri
- Strada statale 535 del Savuto
- Strada statale 282 delle Fossiate
- Strada statale 616 di Pedivigliano
- Strada statale 19 delle Calabrie

Era attiva una volta:
- Ferrovia decauville Gariglione-Differenze.

## Attività possibili

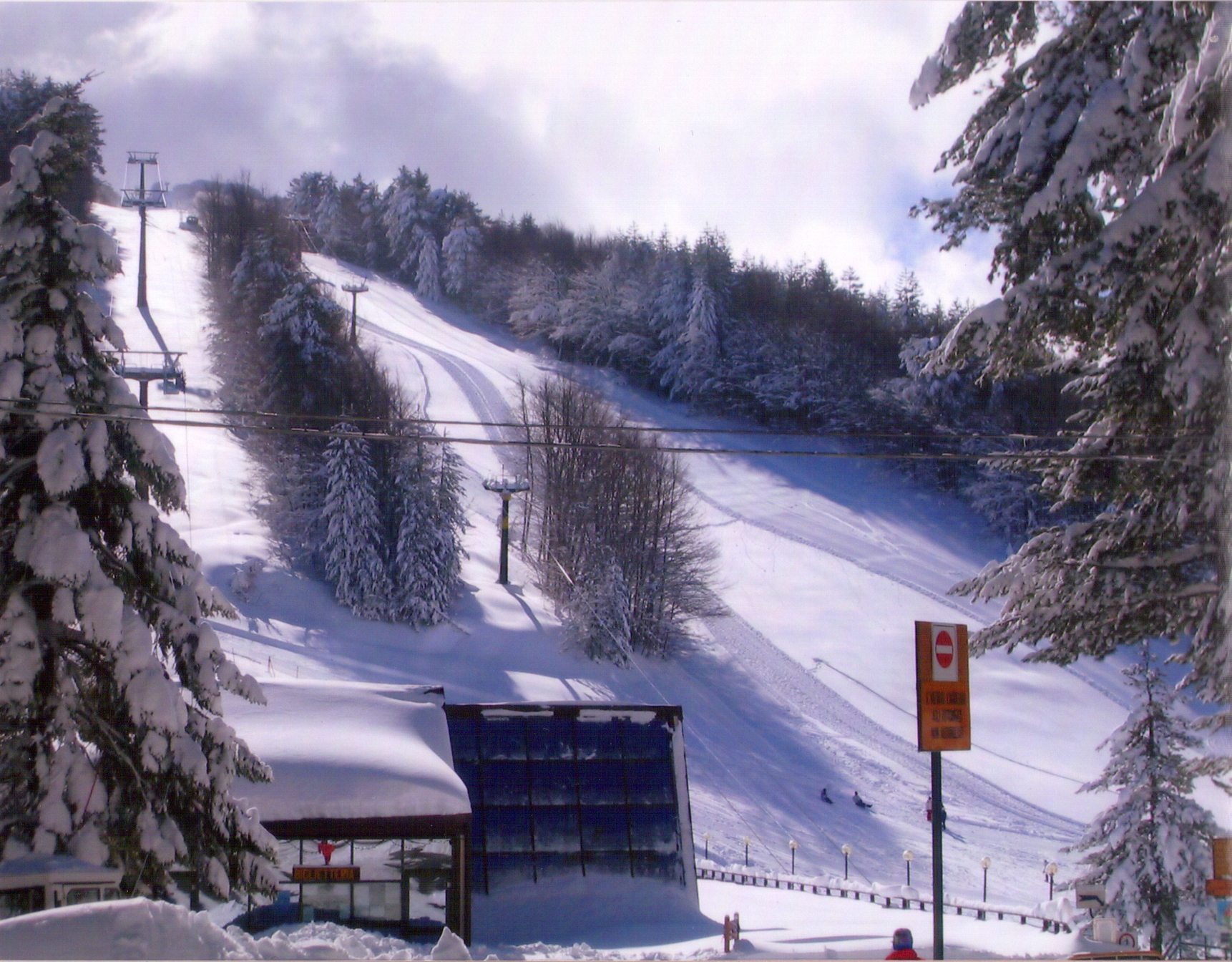
Impianto di risalita a Camigliatello Silano

La Sila è sede di numerosi campeggi attrezzati,
- Escursioni in mountain bike, grazie ad una serie di percorsi ciclo-turistici;
- Trekking sui numerosi percorsi tracciati dal CAI;
- Escursioni a cavallo presso i numerosi maneggi che si trovano all'interno del parco;
- Sci di fondo e discesa, presso i centri turistici di Camigliatello Silano, del Villaggio Palumbo, di Lorica, di Fago del Soldato e infine Carlomagno e Montescuro (per lo sci da fondo);
- Orienteering
- Vela e canoa presso il lago Arvo e Ampollino;
- Torrentismo o canyoning;
- Tiro con l'arco;
- Bio e bird-watching presso il lago Ariamacina;
- Fattorie Aperte
- Trenino del Parco
- Museo demologico dell'economia, del lavoro e della storia sociale silana

### Trenino storico della Sila
Nelle stagioni estive e invernali, le Ferrovie della Calabria organizzavano un viaggio in treno da Camigliatello Silano a San Nicola Silvana Mansio, sulla linea Cosenza - San Giovanni in Fiore. Questa linea a scartamento ridotto, attualmente limitata a Spezzano della Sila per quanto riguarda il servizio regolare, ha trovato in questo breve tratto un grande e importante impiego turistico. Infatti il viaggio su carrozze storiche, datate 1932, al traino di locomotive a vapore FCL del gruppo 350, 400 e 500, o, in caso di manutenzione delle stesse, locomotore diesel, rappresentava una grande attrattiva per i turisti e per gli appassionati di ferrovie, affascinati dai paesaggi che questa ferrovia attraversa.

### Stazioni sciistiche
Ci sono due principali stazioni sciistiche: Lorica e Camigliatello Silano con i loro impianti di risalita e relative piste da sci per lo sci alpino. Sono anche praticabili lo sci escursionismo nei boschi e negli altipiani lo sci nordico. Altre località turistiche sono Trepidò, Cupone, Villaggio Mancuso, Villaggio Racise, Fago del Soldato, Tirivolo, il Centro Fondo Carlomagno.

## La Sila nel cinema e nei media
Alcune riprese del film su Gioacchino da Fiore Il Monaco che vinse l'Apocalisse di Jordan River sono state girate del territorio della Sila. 

Il film Freaks Out di Gabriele Mainetti è stato girato per buona parte a Camigliatello Silano, la stazione di Camigliatello è stata utilizzata per via della sua somiglianza con la stazione di Roma Tiburtina degli anni quaranta:
(Gabriele Mainetti)

## Prodotti gastronomici silani
- Caciocavallo silano (DOP)
- Anice Nero della Sila
- Provola silana
- Patata della Sila (IGP)
- Cicoria della Sila - Preparato in padella oppure sott'olio. Stessa procedura per il tarassaco.
- Burrino (o butirro) - Formaggio a pasta molle a base di provola con burro all'interno
- Juncata
- Ricotta pecorina o caprina
- Pasta 'mparrettati (maccheroni al ferretto. Letteral.: inferrettati) - Cucinati in genere con sugo di capra, di maiale o di cinghiale.
- Formaggio pecorino della Sila
- Liquori d'erbe - Amari
- Pitta 'mpigliata o pitta 'nchiusa - tipico dolce da forno natalizio a base di uvetta, mandorle e noci.